# James Tissot

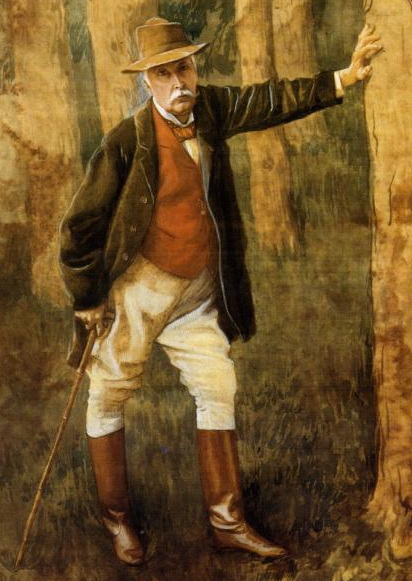
Zelfportret (detail), 1898

James Tissot (geboren als Jacques Joseph Tissot) (Nantes, 15 oktober 1836 - Doubs, 8 augustus 1902) was een Franse kunstschilder en graficus.

## Biografie
Rond 1856 begon Tissot een studie aan de École des Beaux-Arts in Parijs, onder Jean Auguste Dominique Ingres, Hippolyte Flandrin en Lamothe, en raakte bevriend met Edgar Degas en James Abbott McNeill Whistler. Degas zou later een portret van Tissot maken. In 1859 stelde hij voor de eerste keer werk tentoon in de Salon de Paris. Enkele werken verraden de invloed van de Belgische schilder Henri Leys, die hij dat jaar had ontmoet in Antwerpen.
Midden jaren zestig begon hij vrouwen te schilderen. Zoals enkele tijdgenoten als Alfred Stevens en Claude Monet ging hij ook werken maken met Japanse motieven, zoals objecten en kleding.

## Londen

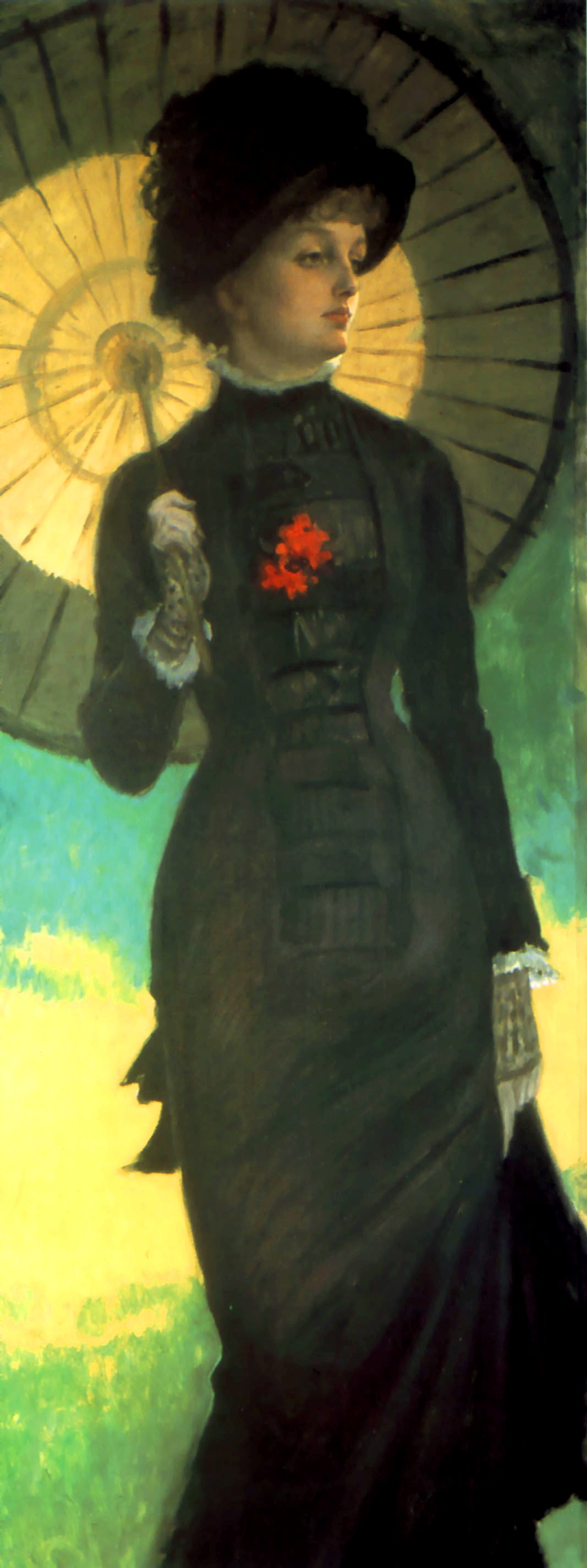
Kathleen Newton, ca. 1879

Tissot vocht in de Frans-Duitse Oorlog (1870-1871) en verdedigde in 1871 de Commune van Parijs. In mei van dat jaar vertrok hij naar Londen, waar hij eerder in de Royal Academy had geëxposeerd. Hij ging hier werken en kreeg een reputatie als schilder van elegant geklede dames. Hij veranderde in die tijd zijn voornaam in James.
In de jaren zeventig schilderde hij talrijke genre-schilderijen en portretten van mensen uit de 'bovenklasse'. Onder invloed van James McNeill Whistler en Alphonse Legros ging hij tevens etsen maken. Ook tekende hij karikaturen voor het Britse tijdschrift Vanity Fair.
In 1874 vroeg Degas hem mee te doen aan de eerste tentoonstelling van de schilders die nu de impressionisten worden genoemd, maar Tissot weigerde. Hij bleef echter nauwe banden met hen houden.
In hetzelfde jaar werd hij bezocht door Berthe Morisot en in dezelfde tijd ging hij met Édouard Manet naar Venetië. In 1875-1876 ontmoette hij de Ierse Kathleen Newton, een gescheiden vrouw met kinderen die zijn gezel, geliefde en model werd. Ze woonde bij hem tot ze in 1882 zelfmoord pleegde.
Enkele dagen na haar dood ging Tissot terug naar Parijs, later verkocht hij zijn huis in Londen aan zijn vriend Lawrence Alma-Tadema. In Parijs had hij veel succes. In 1885 had hij een belangrijke expositie in galerie Sedelmeyer. Het waren vijftien grote schilderijen van verschillende typen vrouwen uit verschillende klassen, die getoond werden in hun professionele of sociale context. De werken suggereerden de invloed van Japanse houtsnedes, vanwege de onverwachte hoeken en uitsneden.

## Bijbel
In het midden van de jaren tachtig van de 19e eeuw werd Tissot een spiritueel man, mede onder invloed van het medium William Eglinton. Vanaf 1886 ging hij Bijbel-illustraties maken. Hij reisde hiervoor ook verschillende keren naar het Midden-Oosten, om studies te maken van het landschap en de mensen. Zijn serie van 365 gouaches die het leven van Jezus toonden, hadden veel succes, niet alleen in Parijs maar ook in Londen en New York. Ze werden uiteindelijk gekocht door het Brooklyn Museum. De laatste jaren van zijn leven werkte hij aan schilderijen die onderwerpen uit het Oude Testament behandelden. Die serie heeft hij nooit afgemaakt, maar in 1901 stelde hij er tachtig tentoon in Parijs en in 1904 werden er grafische reproducties van uitgegeven. Tissot overleed in Doubs, waar hij woonde in het huis dat hij had geërfd van zijn vader.

## Galerij

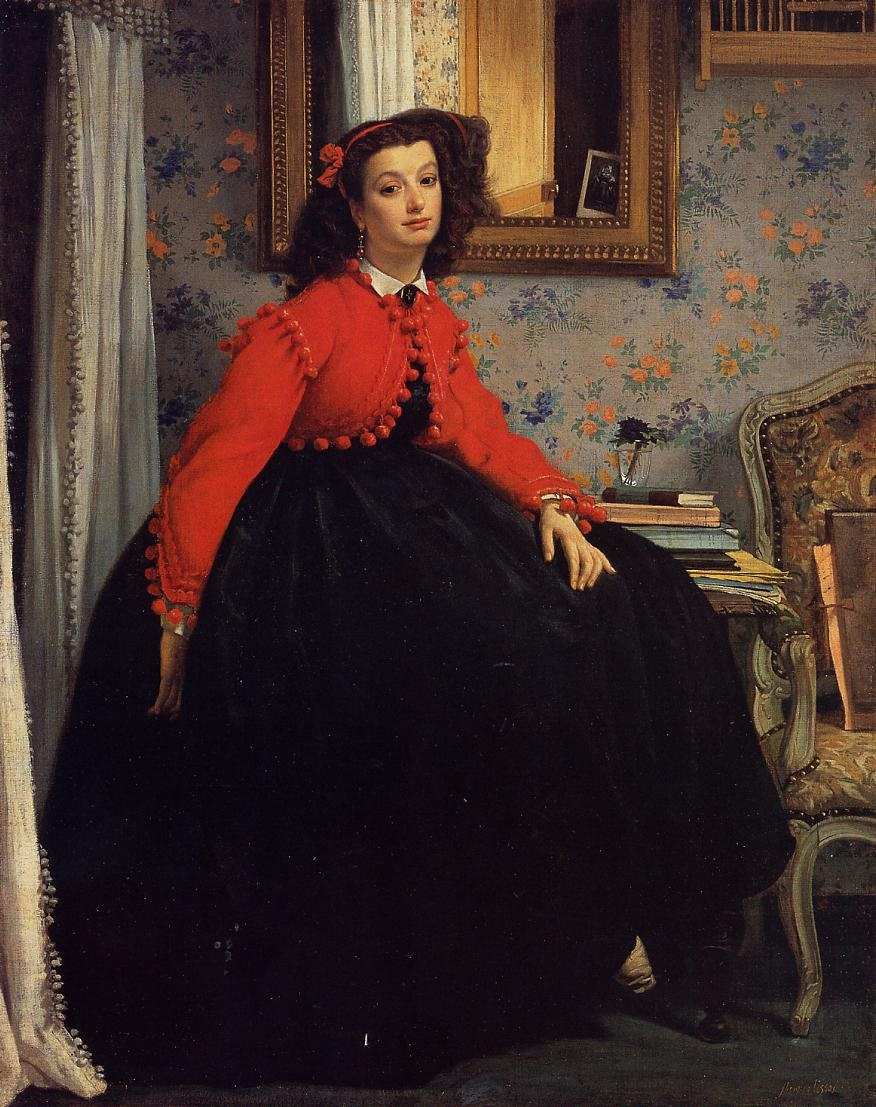
Portret van Mademoiselle L.L. (1864), Musée d'Orsay, Parijs
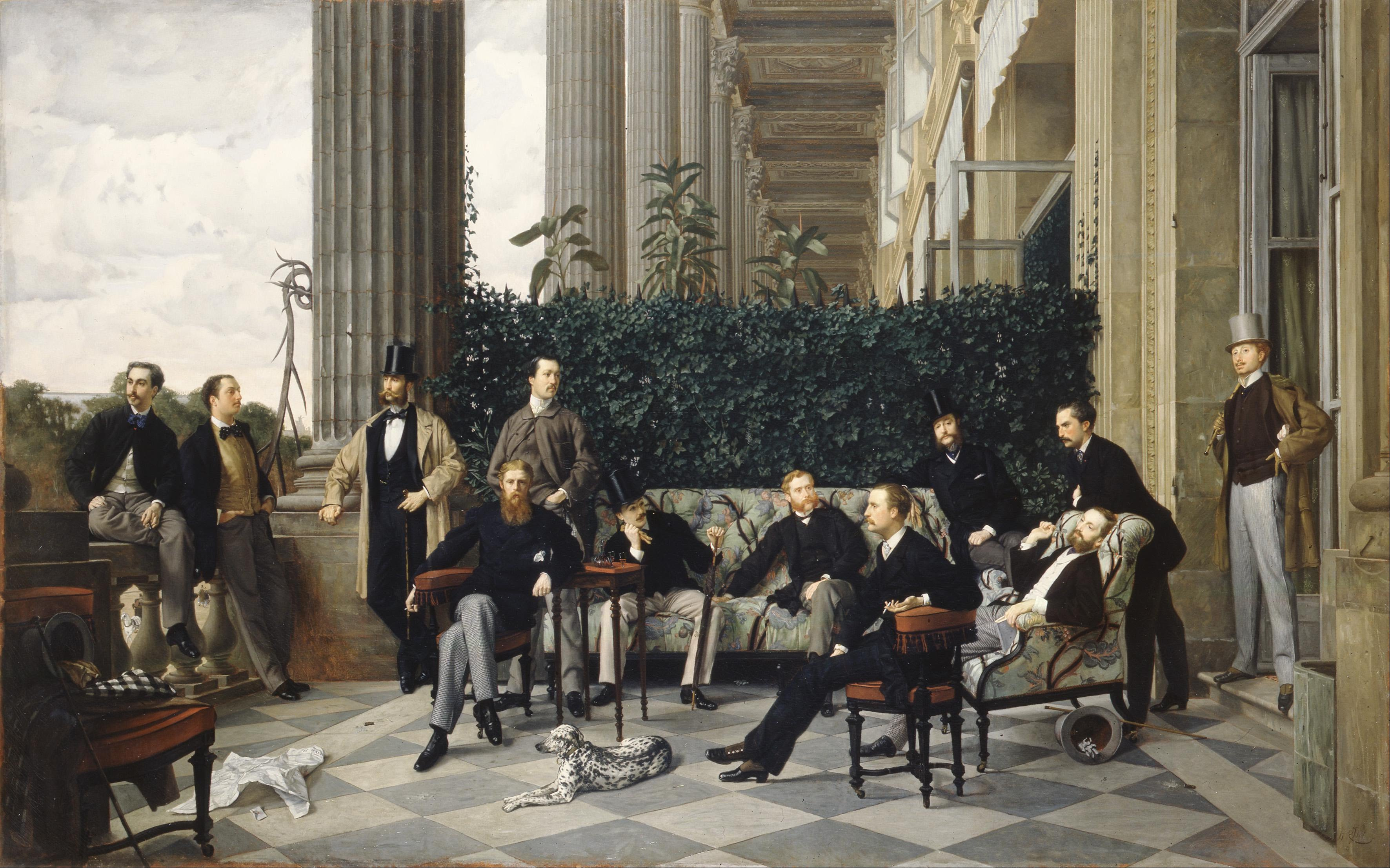
De Kring van de Rue Royale (1866), Musée d'Orsay, Parijs
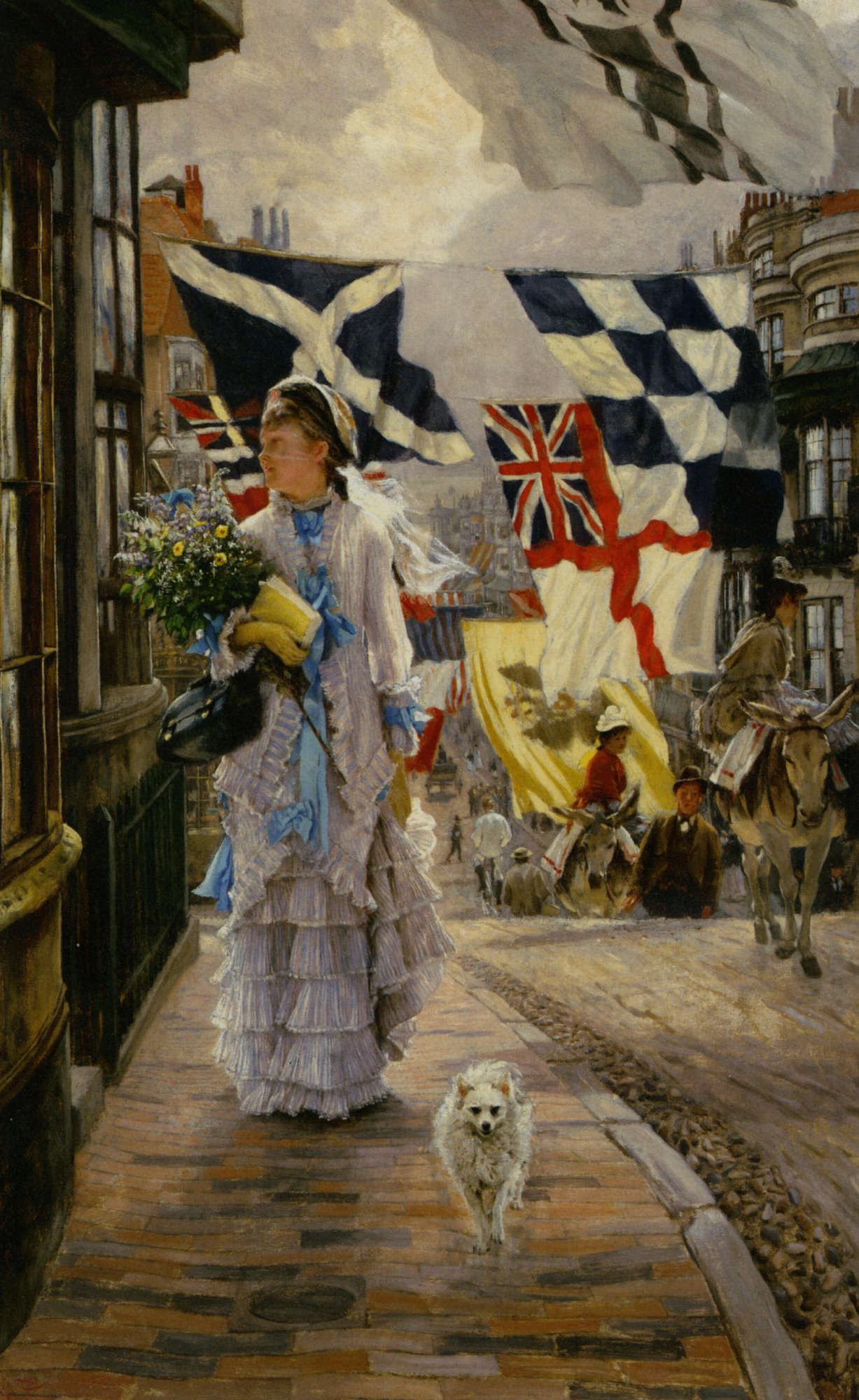
Een feestdag in Brighton, 1874-1877
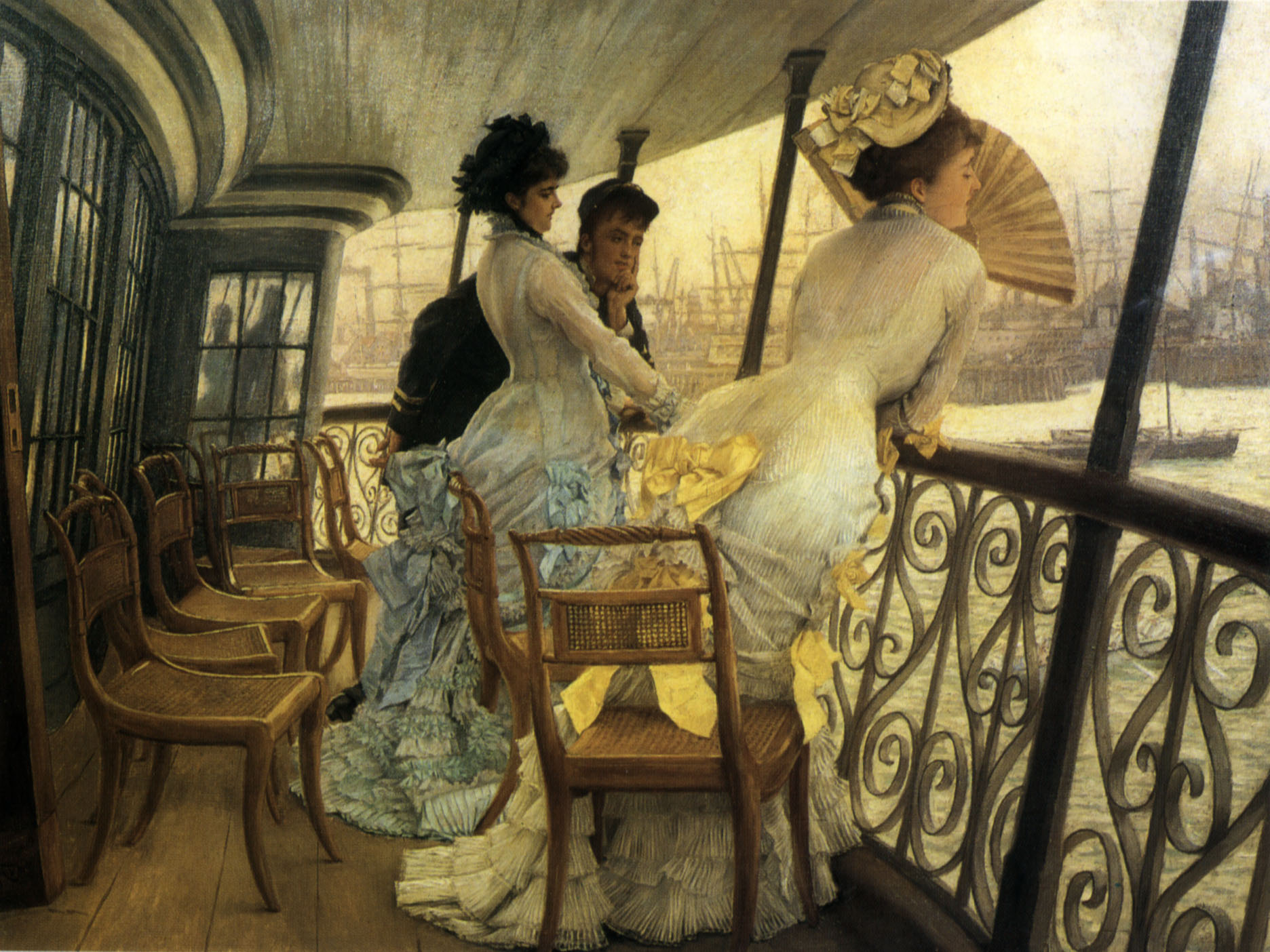
The Gallery of HMS Calcutta (1876), Tate Britain, Londen
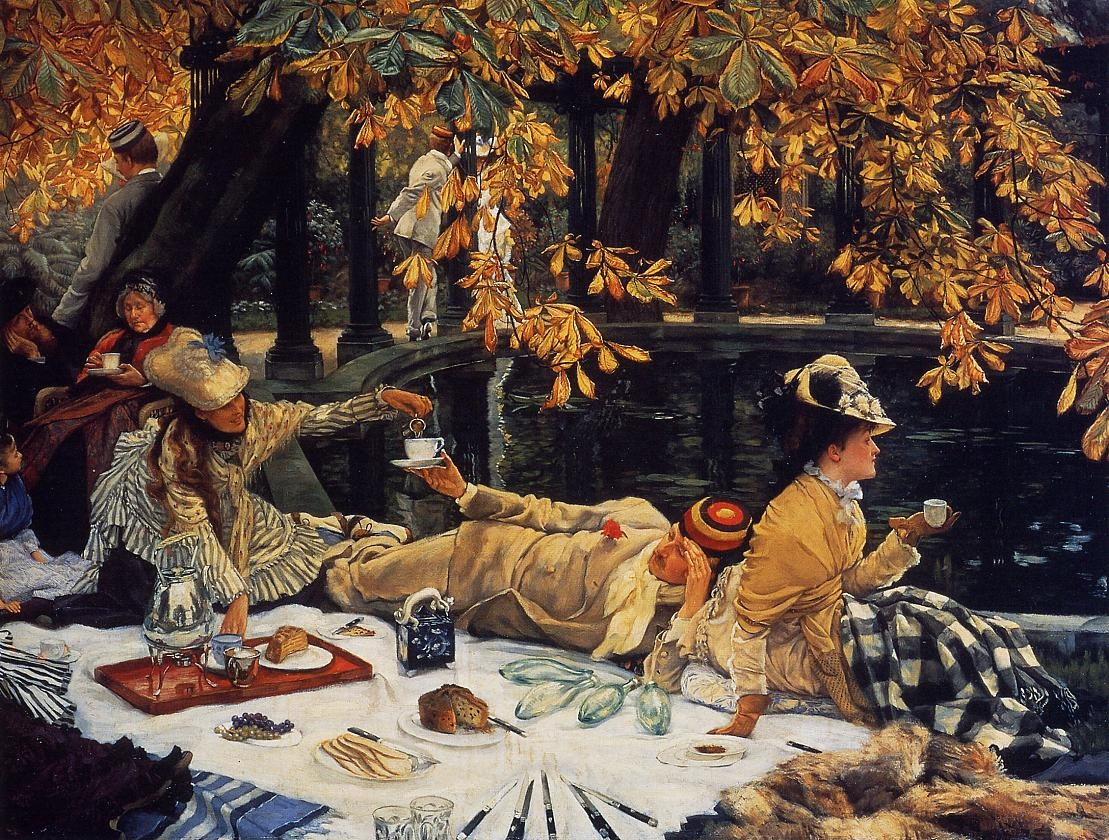
Holyday, 1876
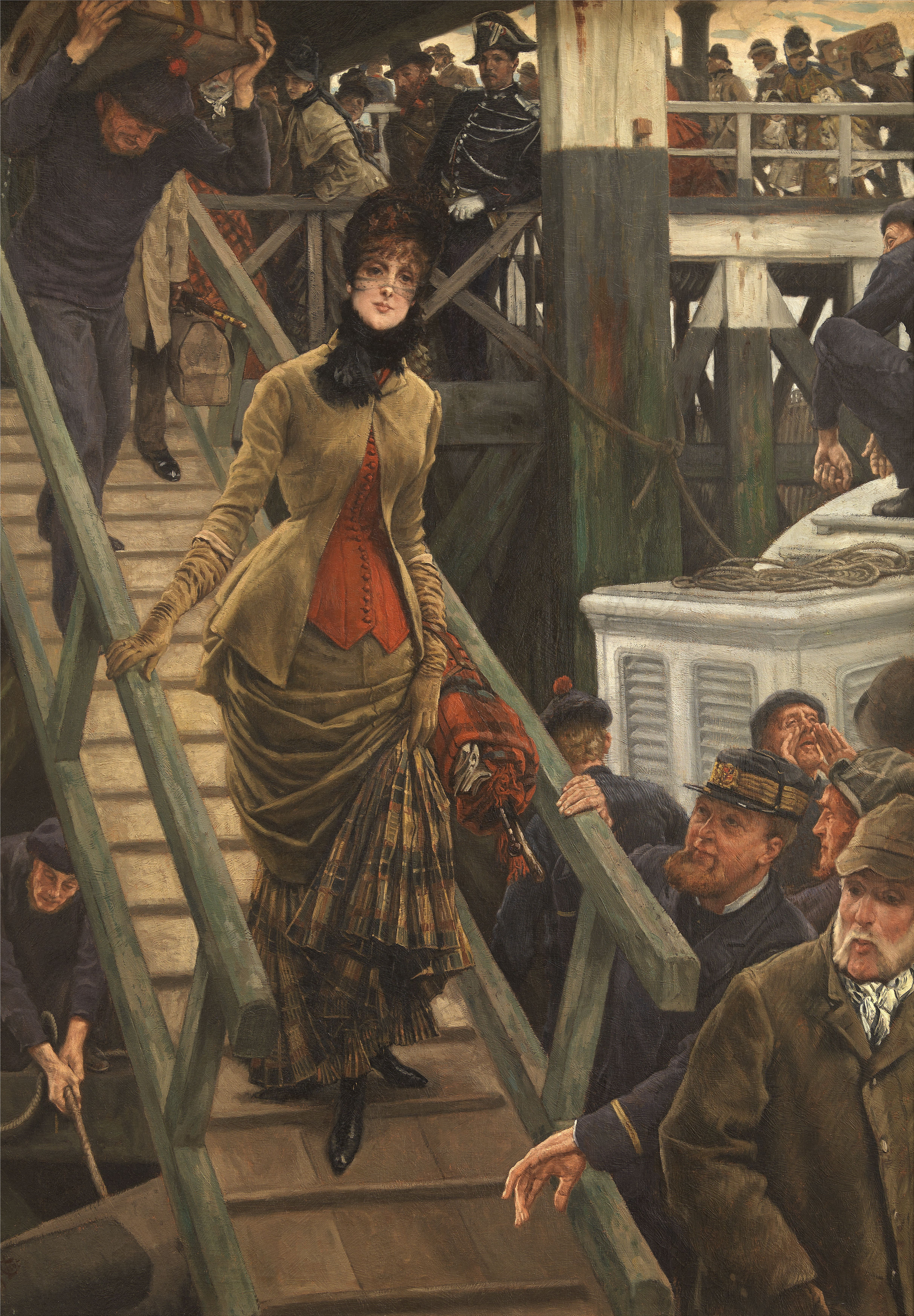
Inscheping in Calais, 1885, KMSKA, Antwerpen
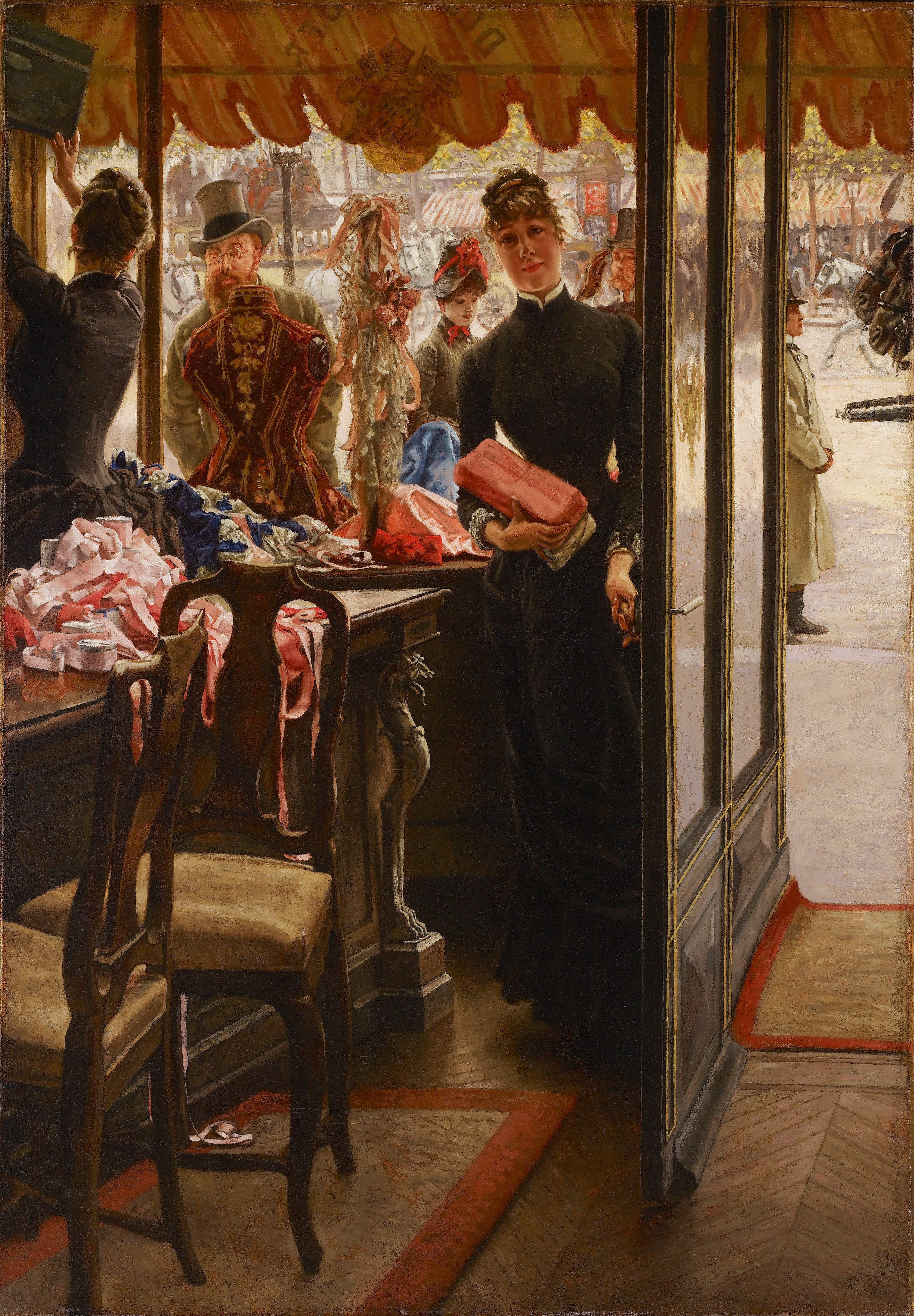
La Demoiselle de magasin, 1883-85, Art Gallery of Ontario, Toronto
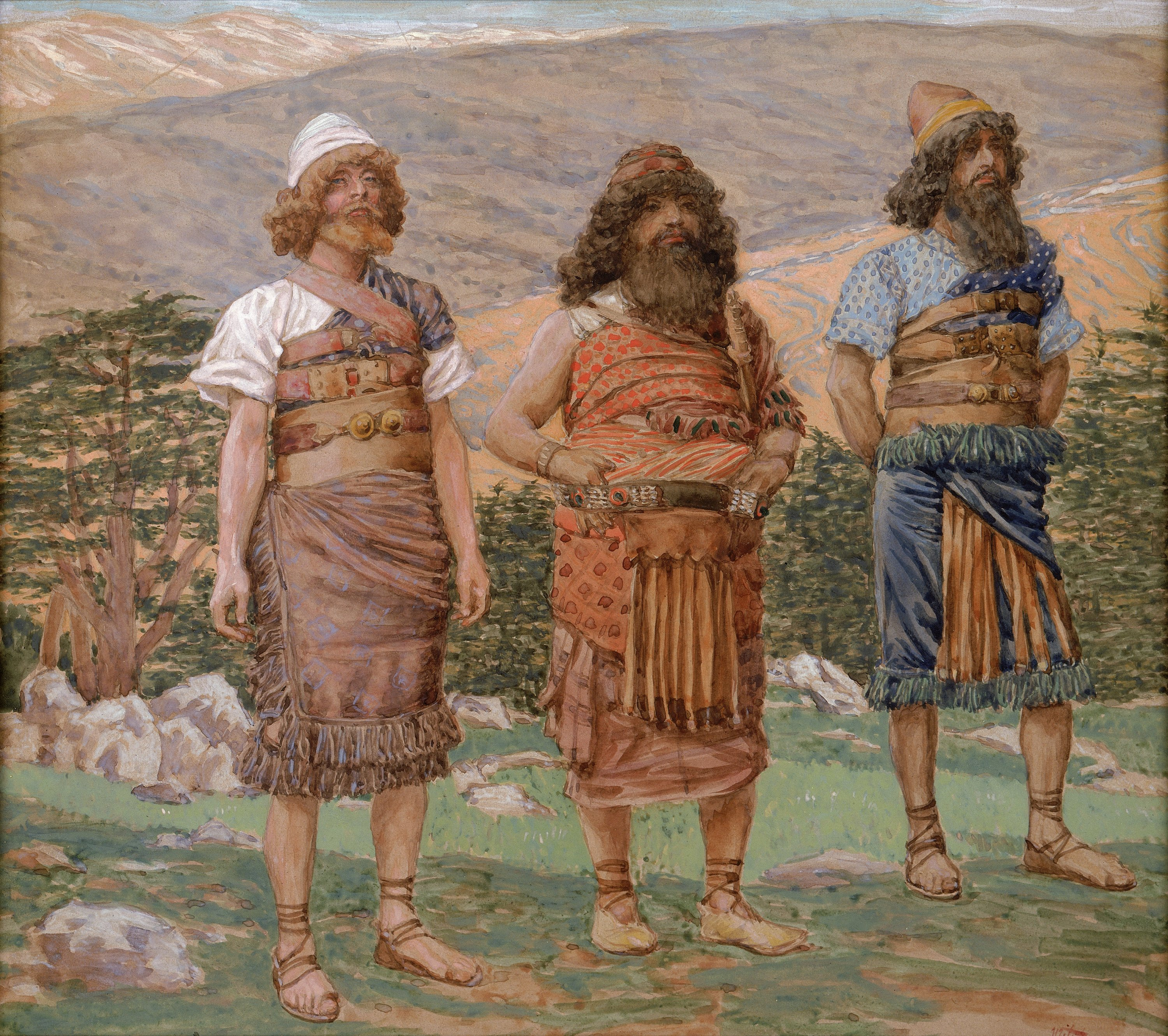
Sem, Cham en Jafet, 1896-1902, Jewish Museum, New York